# Hessisches Institut für Pflegeforschung
Das Hessische Institut für Pflegeforschung (HessIP) ist ein 2001 gegründetes Forschungsinstitut der hessischen Hochschulen mit Pflegestudiengängen: der Evangelischen Hochschule Darmstadt, der Frankfurt University of Applied Sciences und der Hochschule Fulda.

## Beschreibung
Gründungsmitglieder des Instituts sind Christa O. Winter von Lersner (Hochschule Fulda), Eva-Maria Panfil (Frankfurt University of Applied Sciences) und Ulrike Höhmann (Evangelische Hochschule Darmstadt). Geleitet wird das Institut von einem Institutsrat, der sich aus Professoren der Fachbereiche Pflege zusammensetzt. Geschäftsführerin ist Ulrike Schulze (Frankfurt University of Applied Sciences). Das Kuratorium des Instituts wird von den Präsidenten der kooperierenden Hochschulen gebildet. Dieses trifft strategische und zukunftsweisende Entscheidungen, die das Institut betreffen.
Gemeinsam mit verschiedenen Kooperationspartnern erforscht das Institut in unterschiedlichen Projekten Fragestellungen aus den verschiedensten Bereichen des Gesundheitswesens in Hessen. Es werden mittels qualitativer und quantitativer Methoden anwendungsorientierte pflegespezifische Themen erforscht und die Ergebnisse in die Pflegepraxis getragen.

## Aufgaben und Ziele
Das Institut verfolgt u. a. die Ziele der anwendungsorientierten Pflegeforschung und Weiterentwicklung sowie die Akademisierung der Pflege, die hochschulübergreifende Zusammenarbeit der Evangelischen Hochschule Darmstadt, der Frankfurt University of Applied Sciences und der Hochschule Fulda, die Entwicklung und Umsetzung innovativer Forschungsideen und Projekte, die nachhaltige Sicherung der Ergebnisse durch die Entwicklung von Qualifizierungsbausteinen, ein partizipatives Vorgehen mittels Beteiligung von Experten aus der Praxis und die Förderung von Nachwuchswissenschaftlern.
Zu den Aufgaben des Instituts zählt die Förderung von Studierenden (durch z. B. im Rahmen von Beratung zu Forschungsfragen und Mitarbeit an Forschungsprojekten) und  Wissenschaftlern (Unterstützung von Promotionsvorhaben, Vernetzung mit internationalen Kooperations- und Praxispartnern, Begleitung im Forschungsprozess und bei der Antragsstellung von Projekten sowie Beratung und Unterstützung bei Kongress-Beiträgen sowie wissenschaftlichen Veröffentlichungen).

## Organisation
Die Führung des laufenden Geschäfts obliegt dem Institutsrat, dem Ulrike Schulze (Geschäftsführerin), Nina Fleischmann und Ulrike Manz angehören.
Der Geschäftsleitung steht das Kuratorium beratend zur Seite, dem Frank Dievernich, Willehad Lanwer und Karim Khakzar angehören.